# Copa Intercontinental de la FIFA 2025
La Copa Intercontinental de la FIFA 2025 será la segunda edición del refundado torneo internacional de clubes de fútbol. El torneo estará compuesto por los seis equipos que ganaron la edición anterior de los campeonatos continentales en cada confederación de la FIFA, enfrentándose entre sí en un cuadro de eliminación directa. Está programado para llevarse a cabo entre el 13 y 17 de diciembre de 2025, con las primeras rondas en el estadio local de un equipo y las rondas posteriores en una sede neutral.

## Clubes clasificados
Los equipos participantes se clasificarán a lo largo del año a través de las seis mayores competiciones continentales. En cursiva los equipos debutantes.
| Confederación                 | Equipo              | Vía de clasificación                                         |
| ----------------------------- | ------------------- | ------------------------------------------------------------ |
| Europa                        | Paris Saint-Germain | Campeón de la Liga de Campeones de la UEFA (2024-25)         |
| América del Sur               | Por definir         | Campeón de la Copa Conmebol Libertadores (2025)              |
| Norte, Centroamérica y Caribe | Cruz Azul           | Campeón de la Copa de Campeones de la Concacaf (2025)        |
| Asia                          | Al-Ahli             | Campeón de la Liga de Campeones de Élite de la AFC (2024-25) |
| África                        | Pyramids            | Campeón de la Liga de Campeones de la CAF (2024-25)          |
| Oceanía                       | Auckland City       | Campeón de la Liga de Campeones de la OFC (2025)             |

## Partidos

### Cuadro de eliminatorias
|  | Primera Ronda por definir | Primera Ronda por definir |                     |  | Segunda Ronda por definir | Segunda Ronda por definir |  |  | Play-off 13 de diciembre de 2025 | Play-off 13 de diciembre de 2025 |  |  | Final 17 de diciembre de 2025 | Final 17 de diciembre de 2025 |  |
|  |                           |                           |                     |  |                           |                           |  |  |                                  |                                  |  |  |                               |                               |  |
|  |                           |                           |                     |  |                           |                           |  |  |                                  |                                  |  |  |                               |                               |  |
|  |                           |                           |                     |  |                           |                           |  |  |                                  |                                  |  |  |                               |                               |  |
|  |                           |                           |                     |  |                           |                           |  |  |                                  |                                  |  |  |                               |                               |  |
|  |                           |                           |                     |  |                           |                           |  |  |                                  |                                  |  |  |                               |                               |  |
|  |                           |                           |                     |  |                           |                           |  |  |                                  |                                  |  |  |                               |                               |  |
|  |                           |                           |                     |  |                           |                           |  |  |                                  |                                  |  |  |                               |                               |  |
|  |                           |                           |                     |  |                           |                           |  |  |                                  |                                  |  |  |                               |                               |  |
|  |                           |                           |                     |  |                           |                           |  |  |                                  |                                  |  |  |                               |                               |  |
|  |                           |                           |                     |  |                           |                           |  |  |                                  |                                  |  |  |                               |                               |  |
|  |                           |                           |                     |  |                           |                           |  |  |                                  |                                  |  |  |                               |                               |  |
|  |                           |                           |                     |  |                           |                           |  |  |                                  |                                  |  |  |                               |                               |  |
|  |                           |                           |                     |  |                           |                           |  |  |                                  |                                  |  |  |                               |                               |  |
|  |                           |                           |                     |  |                           |                           |  |  |                                  |                                  |  |  |                               |                               |  |
|  |                           |                           |                     |  |                           |                           |  |  |                                  |                                  |  |  |                               |                               |  |
|  |                           |                           |                     |  |                           |                           |  |  |                                  |                                  |  |  |                               |                               |  |
|  |                           |                           |                     |  |                           |                           |  |  |                                  |                                  |  |  |                               |                               |  |
|  |                           |                           |                     |  |                           |                           |  |  |                                  |                                  |  |  |                               |                               |  |
|  |                           |                           |                     |  |                           |                           |  |  |                                  |                                  |  |  |                               |                               |  |
|  |                           |                           |                     |  |                           |                           |  |  |                                  |                                  |  |  |                               |                               |  |
|  |                           |                           |                     |  |                           |                           |  |  |                                  |                                  |  |  |                               |                               |  |
|  |                           |                           |                     |  |                           |                           |  |  |                                  |                                  |  |  |                               |                               |  |
|  |                           |                           |                     |  |                           |                           |  |  |                                  |                                  |  |  |                               |                               |  |
|  |                           |                           |                     |  |                           |                           |  |  |                                  | Paris Saint-Germain              |  |  |                               |                               |  |
|  |                           |                           |                     |  |                           |                           |  |  |                                  |                                  |  |  |                               |                               |  |
|  |                           |                           |                     |  |                           |                           |  |  |                                  |                                  |  |  |                               |                               |  |
|  |                           |                           |                     |  |                           |                           |  |  |                                  |                                  |  |  |                               |                               |  |
|  |                           |                           |                     |  |                           |                           |  |  |                                  |                                  |  |  |                               |                               |  |
|  |                           |                           |                     |  |                           |                           |  |  |                                  |                                  |  |  |                               |                               |  |
|  |                           | Cruz Azul                 |                     |  |                           |                           |  |  |                                  |                                  |  |  |                               |                               |  |
|  |                           |                           |                     |  |                           |                           |  |  |                                  |                                  |  |  |                               |                               |  |
|  |                           |                           | Campeón de Conmebol |  |                           |                           |  |  |                                  |                                  |  |  |                               |                               |  |
|  |                           |                           |                     |  |                           |                           |  |  |                                  |                                  |  |  |                               |                               |  |
|  |                           |                           |                     |  |                           |                           |  |  |                                  |                                  |  |  |                               |                               |  |
|  |                           |                           |                     |  |                           |                           |  |  |                                  |                                  |  |  |                               |                               |  |
|  |                           |                           |                     |  |                           | Bandera de ?              |  |  |                                  |                                  |  |  |                               |                               |  |
|  |                           |                           |                     |  |                           |                           |  |  |                                  |                                  |  |  |                               |                               |  |
|  |                           |                           | Bandera de ?        |  |                           |                           |  |  |                                  |                                  |  |  |                               |                               |  |
|  |                           |                           |                     |  |                           |                           |  |  |                                  |                                  |  |  |                               |                               |  |
|  |                           |                           |                     |  |                           |                           |  |  |                                  |                                  |  |  |                               |                               |  |
|  |                           |                           |                     |  |                           |                           |  |  |                                  |                                  |  |  |                               |                               |  |
|  |                           | Al-Ahli                   |                     |  |                           |                           |  |  |                                  |                                  |  |  |                               |                               |  |
|  |                           |                           |                     |  |                           |                           |  |  |                                  |                                  |  |  |                               |                               |  |
|  |                           |                           | Bandera de ?        |  |                           |                           |  |  |                                  |                                  |  |  |                               |                               |  |
|  | Pyramids                  |                           |                     |  |                           |                           |  |  |                                  |                                  |  |  |                               |                               |  |
|  |                           |                           |                     |  |                           |                           |  |  |                                  |                                  |  |  |                               |                               |  |
|  | Auckland City             |                           |                     |  |                           |                           |  |  |                                  |                                  |  |  |                               |                               |  |
|  |                           |                           |                     |  |                           |                           |  |  |                                  |                                  |  |  |                               |                               |  |
|  |                           |                           |                     |  |                           |                           |  |  |                                  |                                  |  |  |                               |                               |  |

### Primera ronda

#### Partido 1
|  | Pyramids | vs. | Auckland City |  |  |

### Segunda ronda

#### Partido 2
|  | Cruz Azul | vs. | Campeón Conmebol | Por confirmar, |  |

#### Partido 3
|  | Al-Ahli | vs. | Ganador Primera Ronda | Por confirmar, |  |

### Play-off

#### Partido 4
|  | Ganador Partido 2 | vs. | Ganador Partido 3 | Por confirmar, |  |

### Final

#### Partido 5
| 19 de diciembre de 2025 | Paris Saint-Germain | vs. | Ganador Partido 4 |  |  |
| 15:00                   |                     |     |                   |  |  |